# Methuselah Foundation
Methuselah Foundation är ett ideell organisation som forskar kring åldrande. Organisationen grundades av Aubrey de Grey och David Gobel 2003. 
Methuselah Mouse Prize eller MPrize är ett pris i två kategorier som inrättats för att stimulera forskning om sätt att bromsa eller helt stoppa åldrande hos möss. Förhoppningen är att detta på sikt ska leda till verksamma medicinska behandlingar för att föryngra människor. Den nuvarande prisfonden är på 3 miljoner USD varav cirka hälften är kontanter och resten åtaganden.